# 경제위기
경제위기(經濟危機, economical crisis), 또는 공황(恐慌, panic)이란 경기 순환의 한 국면인 경제 활동의 축소 과정이 급격하게 진행하는 현상을 말한다. 경제의 변동과정에는 회복, 번영, 불경기의 각 국면이 있다고 알려져 있는데 번영의 정점에서 경기의 후퇴기를 거치지 않은 채 바로 불경기의 밑바닥에 떨어지는 현상이 공황이다.

## 개요
공황이란 개념을 가지고 자본주의 경제의 변동 과정을 설명한 사람은 카를 마르크스이다. 마르크스에 의하면 자본주의 경제는 그 발전과정에서 내부적 모순 때문에 생기는 생산과 소비의 불균형, 즉 과잉 생산에 의하여 공황은 필연적이라 하였다. 결국 마르크스는 자본주의 경제를 자기 모순 때문에 끊임없이 급격한 경제 변동을 야기하는 것이라 하였다. 경제의 번영 과정을 통하여 사회적 총자본은 축적되고 생산량은 증대해 가지만 한편에서는 수요를 구성하는 임금이 저락하여 수요와 공급의 균형을 유지할 수가 없게 되어 그 균형이 깨어지면 경제는 급격하게 축소한다. 이러한 사실은 재생산 과정이 일시적으로 교란당하는 것을 뜻한다. 이 교란은 생산과 소비의 불균형을 순간적이지만 균형화하는 힘으로 작용하는 것이다. 따라서 공황이란 사회적 총자본의 축적을 통하여 확대해가는 재생산 과정에 있어서 필연적으로 생기는 생산과 소비의 불균형을 순간적이고 폭력적으로 균형을 취하기 위한 충격이라 할 수 있겠다.
그렇다면 왜 자본주의 경제에서는 공황이 내부 모순의 해결로서 필연적인가. 자본주의 경제에서 자본가의 행동 원리는 극대 이윤의 획득에 있는데, 마르크스에 따르면 자본주의 사회에서는 경쟁으로 인하여 자본가가 획득하는 잉여가치의 대부분을 축적하려고 하는 필연적인 경향이 있다. 자본이 축적되어 가면 가변자본에 대한 불변자본의 비율은 증대한다. 즉 자본의 유기적 구성이 고도화한다. 그런데 마르크스에 의하면, 자본의 유기적 구성이 고도화하면 이윤의 저하를 초래한다. 자본가의 최종 목표는 극대 이윤획득에 있기 때문에 자본가는 이윤율 저락을 저지할 목적으로 임금 인하를 단행한다. 자본가가 잉여가치를 축적하는 과정, 즉자본의 유기적 구성이 고도화되는 과정에서는 그만큼 많은 생산물이 산출되는 것을 의미하며 공급량은 증대한다. 한편 자본의 유기적 구성이 고도화되므로 인하여 초래된 이윤율 하락을 저지하기 위해서 임금을 인하하는 결과가 유효 수요를 감퇴시킨다. 이와 같이 한편에서 공급은 증대하는데 다른 한편에서 수요는 감소한다고 하는 모순에 빠져서 공황이란 파국을 스스로 가지고 오며 또한 이 공황에 의해서만 모순 해결이 가능한 것이다.
이러한 과잉생산 공황은 전경제의 급격한 위축이지만 구체적으로는 기업의 도산 및 합병, 생산의 축소, 물가의 폭락, 임금 하락, 대량의 실업, 무역의 축소란 현상으로 나타난다. 이러한 현상이 장기간에 걸치는 경우에는 만성적 공황이라 부른다. 공황에는 일반공황과 부분공황이 있다. 이제까지 설명해 온 것은 과잉생산이 경제 전반에 나타났기 때문에 일어나는 공황이기에 그것은 일반공황이다. 그런데 부분공황이란 생산과잉이 경제사회의 일부에서 발생하여 그 영향도 국부적으로 그치는 것을 말한다. 그러나 경제 사회의 일각에 출현한 과잉생산은 금융 공황과 어울려서 일반공황으로 발전하기 쉽다. 경제의 운행은 재화의 측면에 의해서만 가능한 것이 아니고, 이것과 표리의 관계에 있는 화폐적 측면이 항상 작용하여 비로소 가능하다. 따라서 만약 일부에서 과잉생산 때문에 지불 불능에 빠지면 서로 복잡하게 관련을 맺고 있는 자본주의 사회에서 그 영향은 즉각적으로 전경제에 작용하여 금융 공황을 야기한다. 또한 공황에는 공업 공황 및 농업 공황이 있다. 공황은 자본주의화가 완료된 공업부문에서 발생한다는 것은 그 성질상 당연한 일이지만 이 공업부문에서 일어난 공업 공황은 드디어는 아직껏 자본주의화가 완료되지 않은 농업 부문으로 파급하여 농업 공황을 일으킨다. 자본주의의 자기모순인 공업 공황은 발전이 뒤진 반(半)봉건적인 농업부문에 농업공황으로 전가되어 거기에서 희생에 의하여 모순을 해결하려고 한다. 과잉생산 공황은 이들 공황이 복잡하게 얽혀 더욱더 확대되고 심화해 간다.

## 같이 보기
- 대공황
- 대침체
- 코로나바이러스 경기후퇴
- 이윤율 경향적 저하 법칙

## 참고 자료
- 이 문서에는 다음커뮤니케이션(현 카카오)에서 GFDL 또는 CC-SA 라이선스로 배포한 글로벌 세계대백과사전의 내용을 기초로 작성된 글이 포함되어 있습니다.